# Stevan Švabić
Stevan Švabić (Božurnja, 1. novembar 1865 — Beograd, 21. januar 1935) je bio potpukovnik Srpske kraljevske vojske u Prvom svetskom ratu. Imao je velike zasluge u borbi Slovenaca za novonastalu državu SHS, koja je nastala raspadom Austrougarske nakon Prvog svetskog rata.

## Biografija
Nakon školovanja odlučio je da postane profesionalni vojnik. Brzo je dobio čin kapetana. Učestvovao je u srpsko-bugarskom ratu i balkanskim ratovima, gde je bio ađutant kralja Petra I. Ranjen je u bici na reci Moravi u prvom svetskom ratu i zarobljen od Austrougarske vojske. Zarobljeništvo je proveo kod Salcburga, sve do kapitulacije Austrougarske 1918.
Stevan Švabić je došao u Sloveniju nakon kapitulacije Centralnih sila u vozu sa ostalim zarobljenim srpskim vojnicima, koji su bili u logorima Griding kod Salcburga. Voz sa 670 vojnika je stigao u Ljubljanu 8. novembra 1918. godine. Nakon dolaska na ljubljansku železničku stanicu srpske vojnike lepo je dočekao slovenački „Narodni svet“ i zamolio Srbe da ostanu u Ljubljani radi održavanja reda. Naime, Slovenci su bili na samom početku formiranja državnih institucija i vojske, i u velikim poteškoćama sa zacrtavanjem granice Država SHS-Austrija-Italija, pa su računali na bratsku pomoć Srba.
Nakon razgovora sa komandom Srpske vojske u Zagrebu, konjički potpukovnik Švabić ostao je sa svojim vojnicima u Sloveniji. U Ljubljani je ostao sa oko 300 do 400 vojnika.
Jedan od najznačajnijih akata Stevana Švabića je nastup prema italijanskoj vojsci, koja je prodirala prema rudniku Trbovlje, koji joj je bio glavni cilj. Potpukovnik Švabić tada šalje kapetana Kujužića sa 300 vojnika i 12 mitraljeza prema Vrhniki, gde se predstavio kao Kraljevska srpska vojska, nakon čega su se Italijani zaustavili.
Stevan Švabić je sa srpskim vojnicima imao i znatno učešće u boju za severnu granicu prema Štajerskoj. Srpski vojnici su znatno potpomogli Slovence u borbi Rudolfa Majstera. Neretko su se slovenački vojnici predstavljali pod srpskim imenima, što je plašilo austrijske vojnike.
Ukupno je u borbama za slovenačke pokrajine učestvovalo oko 1.700 srpskih dobrovoljaca.
Stigao je do čina pukovnika. 1930. ljubljanski mestni odbor dao mu je naziv počastni građan Ljubljane. Danas, od 1923. godine, po Stevanu Švabiću nosi ime ulica u Ljubljani - Švabičeva ulica. Druga Švabičeva ulica se nalazi na Vrhniki.

## Članak u slovenačkom časopisu „Naš rod”
Posle smrti Stevana Švabića u slovenačkom časopisu „Naš rod” zapisan je članak Miroslava Zora:
REŠITELJ LJUBLJANE JE UMRL
Dne 20. jan. t. l. je umrl v Beogradu
upokojeni konjeniški polkovnik Stevan Švabič.
On je bil v pravem pomenu besede rešitelj
Ljubljane. Bogve, kako bi izgledala
Slovenija danes, da ni bilo ob prevratnih
dneh njega v Ljubljani.
Kakor že veste, je v oktobru 1. 1918.
razpadla trhla avstro-ogrska država in vojaki
z italijanske fronte — veseli, da je vojne
konec — so se vračali na svoje domove.
Ne da bi mislili za ped daleč, so se upirali
vsakemu, ki jim je hotel kaj zapovedovati,
saj je vojne konec in Avstrije ter tuje
komande ni več. To priliko so spretno izrabili
Italijani, ki so s svojo vojsko zasedali
kraje in dežele, ki so jih izmučeni vojaki
zapuščali. Nihče se jim ni stavljal v
bran — kdo se bo sedaj še bojeval, ko je
konec vojne. Tako so Italijani vkorakali v
Trst, tako so zasedli Istro, vso našo Goriško,
vse naše Notranjsko in prve italjanske
čete so že vkorakale v Vrhniko — na pragu Ljubljane.
Tedaj je slučaj nanesel, da je prišel
6 nov. 1918. takratni podpolkovnik Stevan
Švabič v Ljubljano. Kot srbski oficir se je
vračal iz vojnega ujetništva s 370 častniki
in 300 vojaki. V Ljubljani je bilo takrat
veliko nereda. V opojnem veselju, da je
vojne konec, je vsakdo mislil, da dela lahko,
kar hoče. Največja nevarnost pa je
pretila od podivjanih nemških in madžarskih
vojakov, katerih se je vračalo cele
vlake močno oboroženih v zaledje. Kjer so
le mogli, so ropali in plenili in Ljubljana je
bila tu skoro brez vsake obrambe. K temu
se je pridružilo še dejstvo, da so bili Italijani
pred pragom. Zaradi tega so se predstavniki
narodne vlade v Ljubljani obrnili
do vračajočega se Švabiča s prošnjo, naj kaj
ukrene.
Kakor rešitelj Maribora, general Maister,
tako je tudi pokojni Švabič s spretnim
očesom takoj videl, kaj je treba. Zbral je
okoli sebe vračajoče se vojne ujetnike, legijo
češkoslovaških častnikov in vojakov in
vojake z italijanske fronte. Med častniki se
je nahajal tudi sin češkoslovaškega prezidenta
T. G. Masaryka. Vsega skupaj je
imel Švabič 2000 mož in 75 častnikov. Ko je
imel to vse urejeno, je poslal Italijanom na
Vrhniko ultimat, v katerem jih je pozval,da se naj takoj umaknejo do razvodja Soče
in Save, sicer bo moral poseči po orožju.
Da bi ultimat podkrepil, je takoj 9. nov.
krenil s svojimi četami proti Vrhniki. Italijani,
misleči, da je ozemlje pred njimi nezaščiteno,
so v par dneh pobrali šila in kopita
ter odrinili jadrno nazaj do tja, kamor
jim je bil Švabić naročil. Ljubljana je
bila rešena italijanske zasedbe in z njo še
mnogi slovenski kraji.
Potem je polkovnik Švabić uredil vojaštvo
še v ostalih krajih bivše Kranjske in
je ostal v Ljubljani do srede decembra
1918, ko je prevzel general Krsta Smiljanič
poveljstvo čet v Sloveniji.
Pokojni polkovnik Stevan Švabić je bil
l. 1875. rojen v Topoli. Cela 53 leta je kot
vojak služil domovini in kralju. Ko je bil
upokojen, je postal glavni tajnik aerokluba
t. j. društva, ki pospešuje zračno plovbo,
in je kot tak še večkrat obiskal Ljubljano,
ki ga je v znak hvaležnosti izvolila za svojega
častnega meščana ter imenovala po
njem ulico.
S pokojnikom je legel v grob eden
onih herojev, ki je s krepko roko oblikoval
meje naše države in še posebno naše ožje
domovine.
Rešitelju Ljubljane večna slava!